# 얀 해럴드 브룬번드
얀 해럴드 브룬번드(Jan Harold Brunvand, 1933년 3월 23일~)는 미국의 민속학자로 유타대학교의 명예 교수이다. 그는 현대의 구전의 형태인 도시전설의 개념의 확장 때문에 잘 알려져있다. 그가 이러한 성과를 남기기 전에는 전설은 오랜 시간이나 시골에 민심과 관련되어 있다고만 생각되었다. 브룬번드는 이를 전통적인 전설을 개념화하고 현대 사회에서 이야기의 순환되는 것에 적용했다. 이로써 그는 이를 도시전설이라 대중화했으며, 현대전설로서 민속학자들에게 더 선호받게 되었다. 그의 책이나 칼럼에 나오는 도시괴담이나 관련된 이야기는 현대 민속과 20세기 사회에 지대한 영향을 끼쳤다.
브룬번드는 몇몇 도시전설을 다룬 베스트셀러의 저자이기도 한데, 1981년 《사라진 히치하이커》(The Vanishing Hitchhiker)를 시작으로 미 전역에서 도시괴담에 관한 선풍적인 인기를 끌었다. 이어 《숨이 막힌 도베르만》(The Choking Doberman, 1984), 《멕시코 산 애완견》(The Mexican Pet, 1988), 《아기 기차》(The Baby Train, 1993), 《도시전설 백과사전》(The Encyclopedia of Urban Legends, 2001) 등을 집필했다.

## 저서
- 사라진 히치하이커 The Vanishing Hitchhiker (1981, W. W. Norton & Company)
- 숨이 막힌 도베르만 The Choking Doberman (1984, W. W. Norton & Company)
- 멕시코 산 애완견 The Mexican Pet (1986, W. W. Norton & Company)
- 다시 태우는 걸 저주하라! Curses! Broiled Again! (1989, W. W. Norton & Company)
- 아기 기차 The Baby Train (1993) New York: W. W. Norton & Company, ISBN 0-393-31208-9)
- 너무 즐거워서 사실 일 리 없다 : 도시전설 대백과 Too Good to Be True: The Colossal Book of Urban Legends (1999, W. W. Norton & Company)
- 진실을 좋은 이야기의 내용에 넣을 수 없다 The Truth Never Stands in the Way of a Good Story (2000, University of Illinois Press)
- 도시전설 백과사전 Encyclopedia of Urban Legends (2001, ABC-CLIO)
- 카사 프루모아사 : 루마니아 시골에 있는 아름다운 집 Casa Frumoasa: The House Beautiful in Rural Romania (2003, Columbia University Press)
- 두려워해라, 더 두려워해라 : 무서운 도시전설 책 Be Afraid, Be Very Afraid: The book of scary Urban Legends (2004, W. W. Norton & Company)